# Florenceville-Bristol
Pour les articles homonymes, voir Florenceville et Bristol.
Florenceville-Bristol est une ancienne ville du Nouveau-Brunswick, au Canada. Elle fait partie de la ville de Carleton North depuis la réforme de la gouvernance locale du 1er janvier 2023. Le siège-social et une usine de l'entreprise McCain Foods sont installés à Florenceville-Bristol.

## Toponyme
Florenceville s'appelait à l'origine Buttermill Creek. On retrouvait aussi la forme Buttermill Brook. En 1855, le lieutenant-gouverneur Lemuel Allan Wilmot renomma le village en l'honneur de Florence Nightingale, une héroïne de la guerre de Crimée. Bristol s'appelait à l'origine Shiktehawk puis Kent Station. Le nom actuel est en l'honneur d'un certain M. Davis, chef de station originaire de Bristol, au Royaume-Uni.

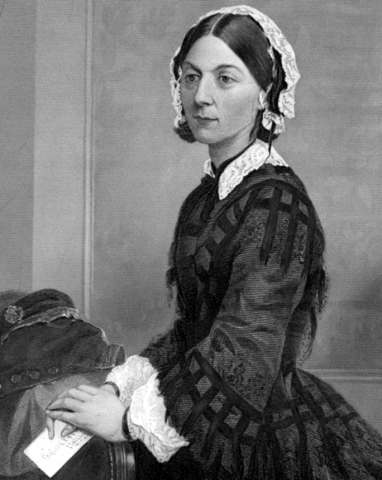
Florence Nightingale.
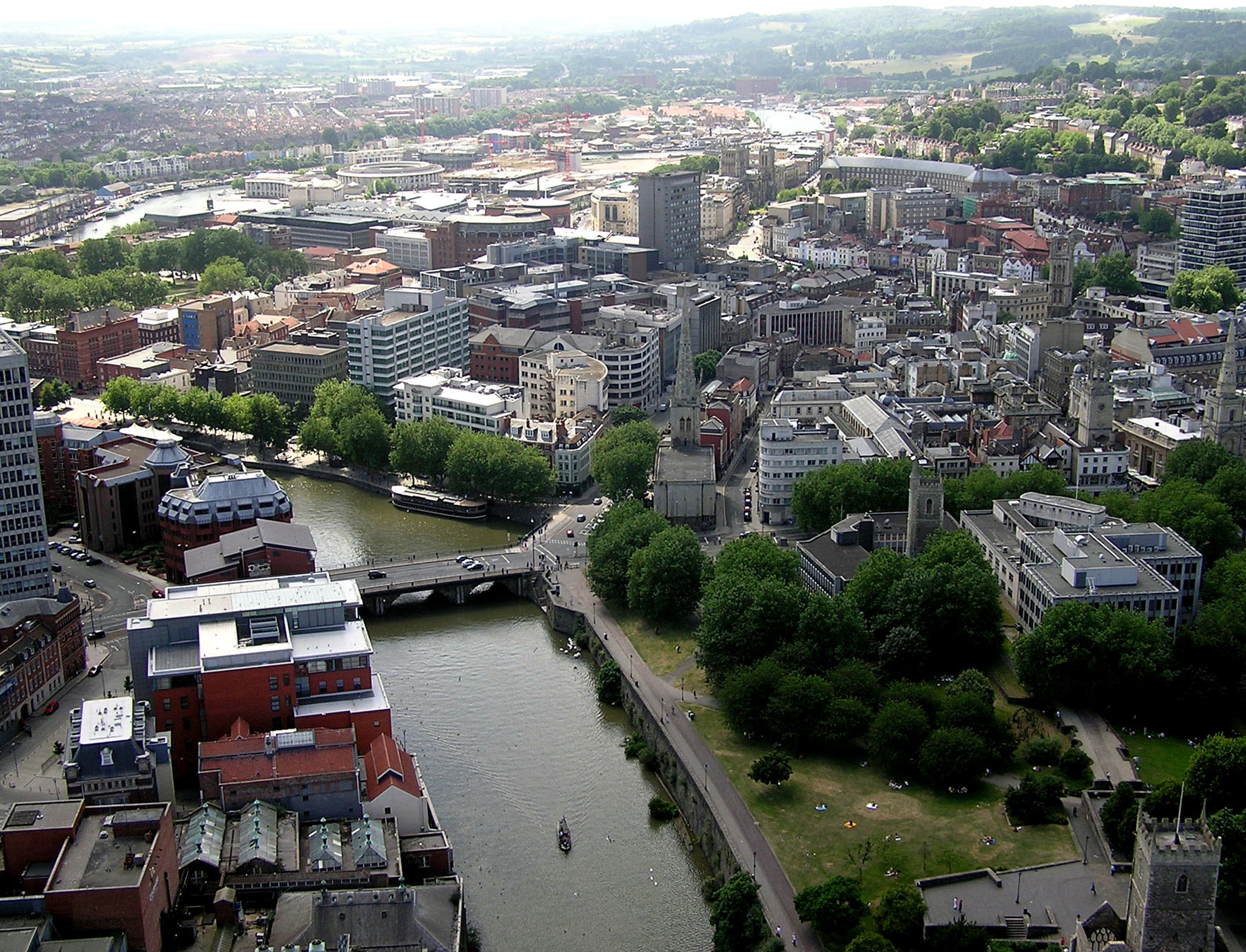
Bristol, au Royaume-Uni.

## Géographie

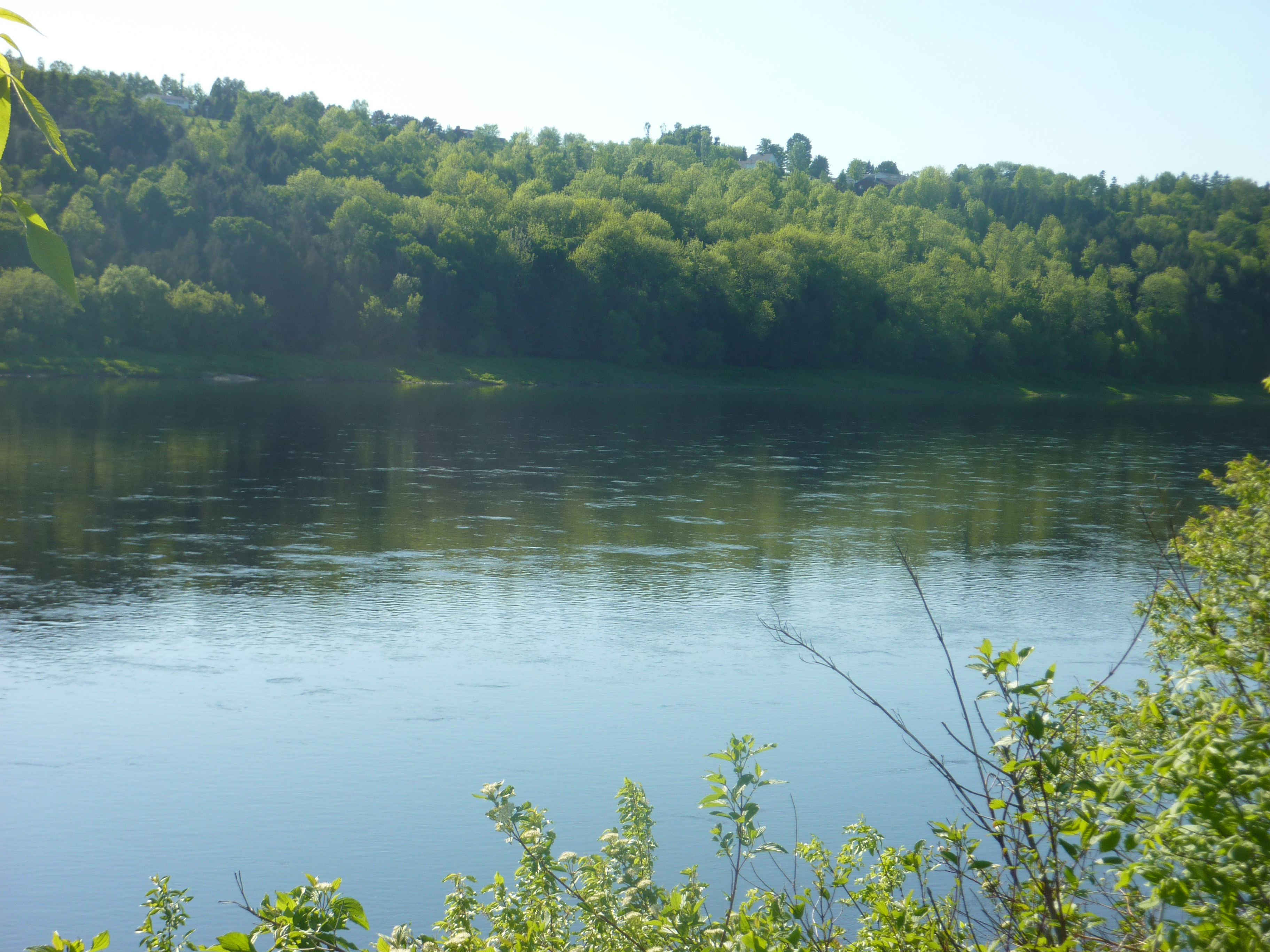
Fleuve Saint-Jean à Florenceville-Bristol

Florenceville-Bristol est situé dans la vallée du fleuve Saint-Jean, à 90 kilomètres à vol d'oiseau au nord-ouest de Fredericton.
La ville comprend deux principaux quartiers. Florenceville est situé sur chaque rives du fleuve mais son centre est sur la rive gauche. Florenceville-Est est situé, comme son nom l'indique, à l'est de ce dernier. Bristol est situé sur la rive gauche du fleuve, à trois kilomètres et demi au nord-est de Florenceville.

## Histoire
La plupart des habitants de Florenceville-Bristol descendent des Loyalistes arrivés vers la fin du XVIIIe siècle puis de l'immigration massive du XIXe siècle. Le quartier Florenceville est fondé vers 1832. La ville s'est à l'origine développée sur la rive ouest du fleuve mais la construction du pont couvert au-dessus du fleuve en 1884 puis l'incendie de 1911 ont déplacé le centre des activités sur l'autre rive. L'école intermédiaire de Florenceville est inaugurée en 1955. Les écoles élémentaire de Bristol et Florenceville ouvrent toutes deux leurs portes en 1966. L'école secondaire de deuxième cycle Carleton North est finalement inaugurée en 1977.

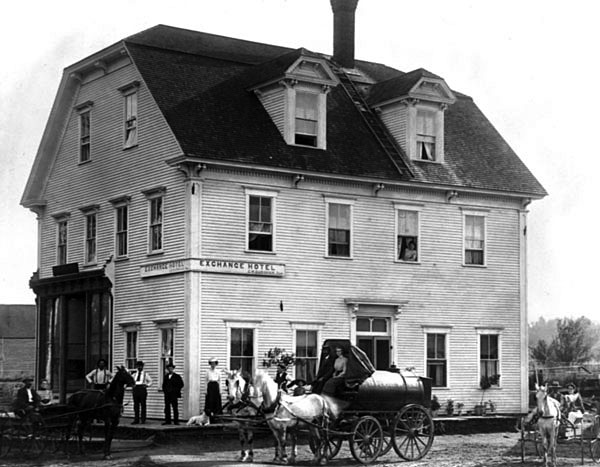
L'hôtel Exchange de Florenceville, en 1910.
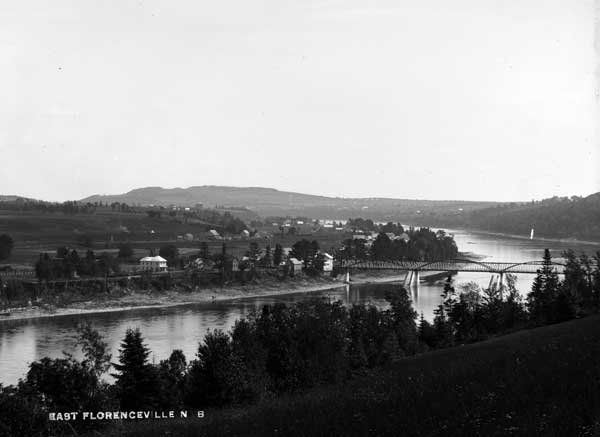
Vue de Florenceville, en 1903.
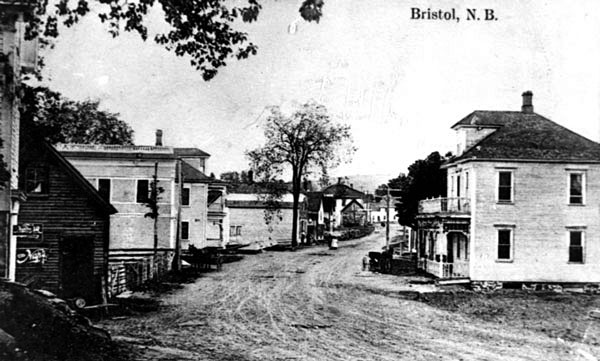
La rue Main de Bristol, en 1920.
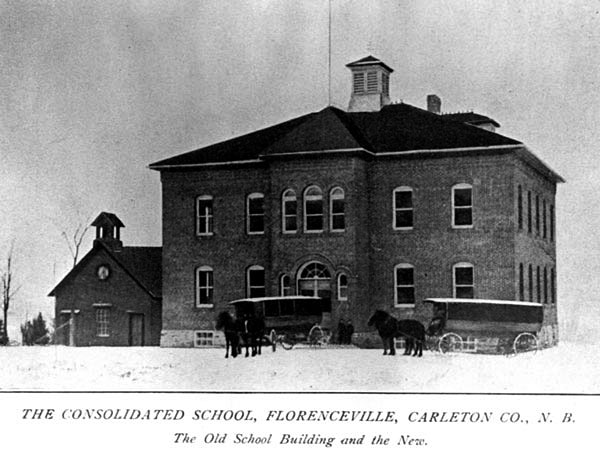
L'école consolidée de Florenceville, en 1905. L'ancienne école est visible à gauche.

## Démographie
| 2006  | 2011  | 2016  | 2021 |
| ----- | ----- | ----- | ---- |
| 1 539 | 1 639 | 1 604 | -    |

Statistiques Canada 2006 - Bristol

## Économie
Entreprise Carleton, membre du Réseau Entreprise, a la responsabilité du développement économique.

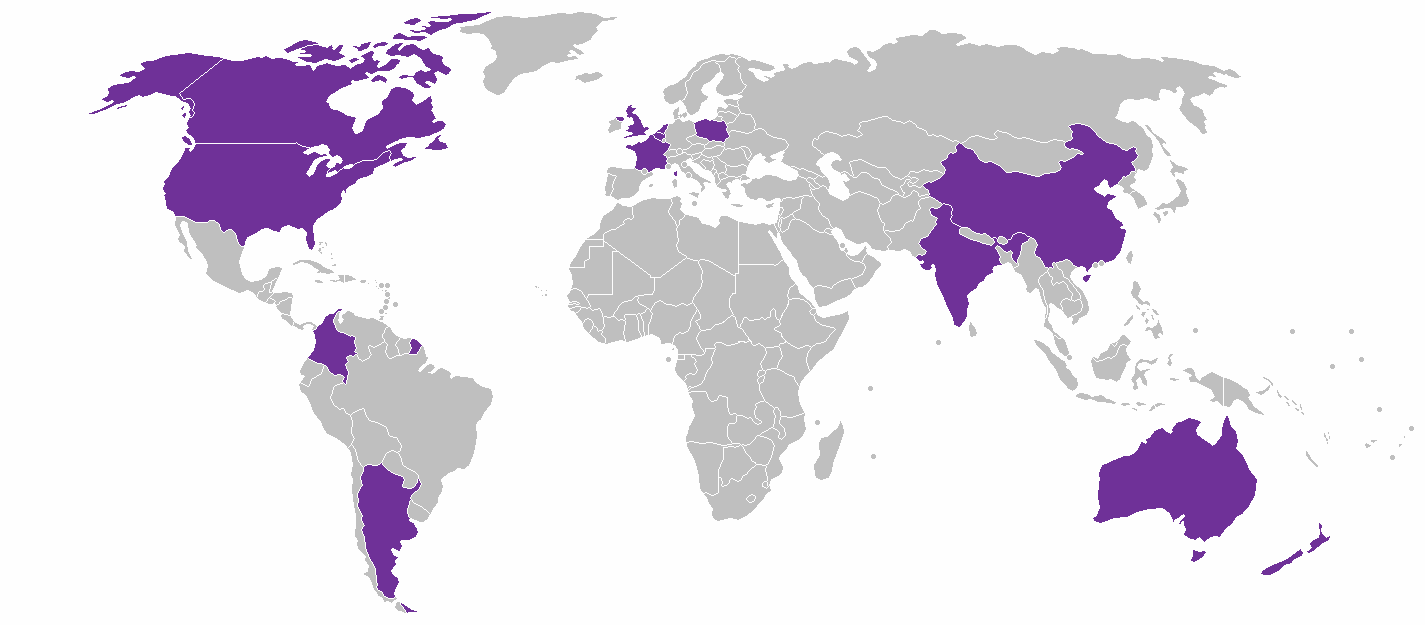
Pays dans lequel McCain Foods a des usines

Florenceville est le siège de la multinationale McCain Foods, qui est le principal producteur de frites au monde.

## Administration

### Conseil municipal
Le Règlement du Nouveau-Brunswick 2008-34, déposé le 17 mars 2008 et établi en vertu de la Loi sur les municipalités du Nouveau-Brunswick, fusionne les villages de Florenceville et de Bristol. La première élection a lieu le 12 mai 2008. La fusion prend effet le 1er juillet de la même année.
Le conseil municipal est formé d'un maire et de six conseillers de quartiers, trois pour chacun des deux quartiers que compte la ville. Le conseil municipal actuel est élu lors de l'élection quadriennale du 10 mai 2016.
| Mandat      | Fonctions               | Nom(s)                                                       |
| ----------- | ----------------------- | ------------------------------------------------------------ |
| 2016 - 2020 | Maire                   | Karl E. Curtis                                               |
| 2016 - 2020 | Conseillers de quartier |                                                              |
| 2016 - 2020 | #1                      | Elizabeth D. Campbell, Daniel W. West et Jannice M. Kinney.  |
| 2016 - 2020 | #2                      | Thomas J. Davidson, Dan McCarthy et Nancy J. Whyte McCauley. |

Anciens conseils municipaux
Lors de la première élection, les électeurs choisissent tous des membres des anciens conseils, sauf Duska Curtis. Onze candidats s'étaient présentés. Le conseil municipal suivant est élu lors de l'élection quadriennale du 14 mai 2012.
| Mandat      | Fonctions               | Nom(s)                                                      |
| ----------- | ----------------------- | ----------------------------------------------------------- |
| 2012 - 2016 | Maire                   | Karl E. Curtis                                              |
| 2012 - 2016 | Conseillers de quartier |                                                             |
| 2012 - 2016 | #1                      | Elizabeth D. Campbell, Daniel W. West et Jannice M. Kinney. |
| 2012 - 2016 | #2                      | Thomas J. Davidson, Nancy Whyte McCauley et Rick Pryde.     |

| Mandat      | Fonctions               | Nom(s)                                                 |
| ----------- | ----------------------- | ------------------------------------------------------ |
| 2008 - 2012 | Maire                   | Darrel R. Giggie                                       |
| 2008 - 2012 | Conseillers de quartier |                                                        |
| 2008 - 2012 | #1                      | Laurel R. Bradstreet, Duska Curtis, Karl E. Curtis.    |
| 2008 - 2012 | #2                      | Susan J. Bushby, Joyce Trafford, Nancy Whyte-McCaulay. |

| Liste des maires successifs de Florenceville-Bristol | Liste des maires successifs de Florenceville-Bristol | Liste des maires successifs de Florenceville-Bristol | Liste des maires successifs de Florenceville-Bristol |
| Parti                                                | Parti                                                | Mandat                                               | Nom                                                  |
| ---------------------------------------------------- | ---------------------------------------------------- | ---------------------------------------------------- | ---------------------------------------------------- |
|                                                      | Indépendant                                          | 2008-2012                                            | Darrel R. Giggie                                     |
|                                                      | Indépendant                                          | 2012-en cours                                        | Karl E. Curtis                                       |

| Liste des maires successifs de Bristol | Liste des maires successifs de Bristol | Liste des maires successifs de Bristol | Liste des maires successifs de Bristol |
| Parti                                  | Parti                                  | Mandat                                 | Nom                                    |
| -------------------------------------- | -------------------------------------- | -------------------------------------- | -------------------------------------- |
|                                        | Indépendant                            | 198?-199?                              | Darrell Ross Giggle                    |

### Commission de services régionaux
Florenceville-Bristol fait partie de la Région 12, une commission de services régionaux (CSR) devant commencer officiellement ses activités le 1er janvier 2013. Florenceville-Bristol est représenté au conseil par son maire. Les services obligatoirement offerts par les CSR sont l'aménagement régional, la gestion des déchets solides, la planification des mesures d'urgence ainsi que la collaboration en matière de services de police, la planification et le partage des coûts des infrastructures régionales de sport, de loisirs et de culture; d'autres services pourraient s'ajouter à cette liste.

### Représentation et tendances politiques
Florenceville-Bristol est membre de l'Union des municipalités du Nouveau-Brunswick.
 Nouveau-Brunswick: Florenceville-Bristol fait partie de la circonscription provinciale de Carleton, qui est représentée à l'Assemblée législative du Nouveau-Brunswick par Dale Graham, du Parti progressiste-conservateur. Il fut élu en 1993 puis réélu depuis ce temps.
 Canada: Florenceville-Bristol fait partie de la circonscription électorale fédérale de Tobique—Mactaquac, qui est représentée à la Chambre des communes du Canada par Michael Allen, du Parti conservateur. Il fut élu lors de la 39e élection générale, en 2006, et réélu en 2008.

### Chronologie municipale
Florenceville:
- 1803: Érection de la paroisse de Wakefield dans le comté d'York.
- 1833: Création du comté de Carleton à partir d'une portion du comté d'York, dont la paroisse de Wakefield. Création de la paroisse de Brighton à partir d'une portion de la paroisse de Wakefield.
- 1842: Création de la paroisse de Simonds à partir d'une portion de la paroisse de Wakefield.
- 1869: Création de la paroisse de Wilmot à partir d'une portion de la paroisse de Simmonds.
- 1966: La municipalité du comté de Carleton est dissoute. La paroisse de Simonds devient alors un district de services locaux. Constitution du village de Florenceville dans la paroisse de Simonds.

Bristol:
- 1821: Érection de la paroisse de Kent dans le comté d'York.
- 1833: Création du comté de Carleton à partir d'une portion du comté d'York, dont la paroisse de Kent. Création de la paroisse d'Aberdeen à partir de portions de la paroisse de Kent et de la paroisse de Brighton.
- 1966: La municipalité du comté de Carleton est dissoute. La paroisse de Kent devient alors un district de services locaux. Constitution des villages de Bath et de Bristol ainsi que du DSL de Haut-Kent dans la paroisse[19],[20].

## Vivre à Florenceville-Bristol

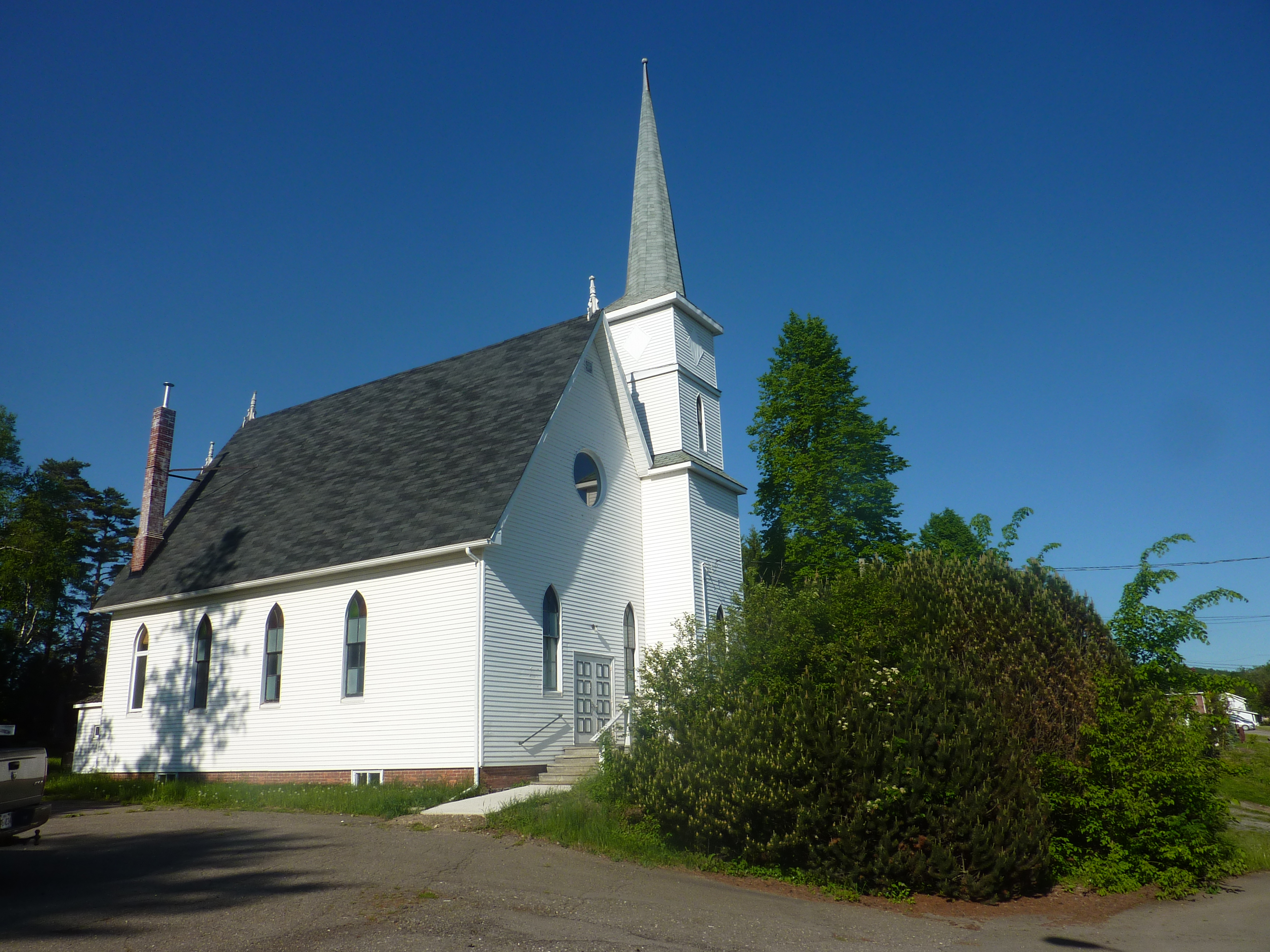
Église de l'United Church de Florenceville-Bristol

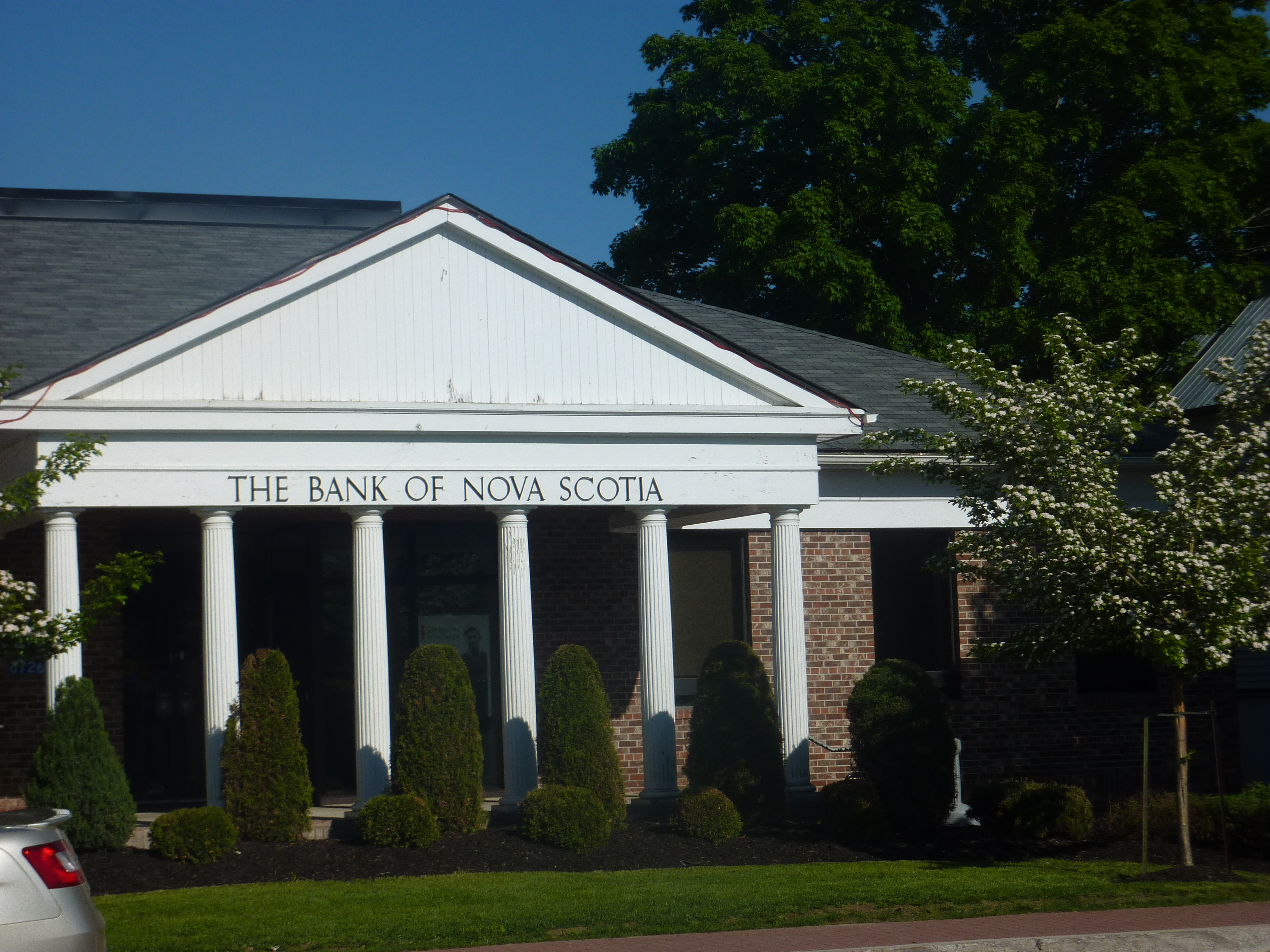
Scotia Bank de Florenceville-Bristol

### Éducation
Florenceville-Bristol compte quatre écoles publiques anglophones faisant partie du district scolaire #14. Les élèves vont tout d'abord à l'école élémentaire de Brsitol ou de Florenceville de la maternelle à la 5e année avant d'aller à l'école intermédiaire de Florenceville de la 6e à la 8e année et finalement à l'école secondaire Carleton North jusqu'en 12e année. Toutes sauf l'école élémentaire de bristol offrent un programme d'immersion française.
La ville est incluse dans le territoire du sous-district 8 du district scolaire Francophone Nord-Ouest. Les écoles francophones les plus proches sont à Grand-Sault. Cette ville compte aussi un campus du CCNB-Edmundston alors qu'il y a une université à Edmundston même.

### Autre services publics
Florenceville-Bristol possède un poste d'Ambulance Nouveau-Brunswick. Il y a deux casernes de pompiers, l'une à Florenceville et l'autre à Bristol. Il y a aussi deux bureau de poste
Florenceville possède aussi un poste de la Gendarmerie royale du Canada. Il dépend du district 7, dont le bureau principal est situé à Woodstock.
Bristol possède un aérodrome privé, dont le code OACI est CDA6. Il possède une piste en gazon longue de 1660 pieds. L'aéroport de Florenceville, dont le code est CCR3, possède quant à lui une piste en asphalte longue de 5 400 pieds.
Le marché de la ferme Hunter Brothers est situé sur la rue Main. Un labyrinthe y est construit durant l'été et il y a un zoo. Un marché en plein air se tient dans le parc Riverside, du mois de juillet au début septembre.
L'église Good Shepherd est une église anglicane.
Les anglophones bénéficient des quotidiens Telegraph-Journal, publié à Saint-Jean, et The Daily Gleaner, publié à Fredericton. Ils ont aussi accès au bi-hebdomadaire Bugle-Observer, publié à Woodstock. Les francophones ont accès par abonnement au quotidien L'Acadie nouvelle, publié à Caraquet, ainsi qu'à l'hebdomadaire L'Étoile, de Dieppe.

## Culture

### Langues
Selon la Loi sur les langues officielles, Florenceville-Bristol est officiellement anglophone puisque moins de 20 % de la population parle le français.

### Personnalités
- Stephen Burpee Appleby (1836-1903), avocat et homme politique, né à Florenceville ;
- Thomas Wakem Caldwell (1867-1937), agriculteur et homme politique, né à Florenceville ;
- Fred Alward McCain (1917-1997), Agriculteur, enseignant, homme d'affaires, marchand et homme politique, né à Florenceville ;
- Allan Marcus Atkinson McLean (1891-????), homme d'affaires et homme politique, né à Bristol.

### Architecture et monuments
Le pont couvert de Florenceville permet de traverser le fleuve Saint-Jean. La travée n'est pas couverte sur toute la longueur et elle est supportée par quatre piles triangulées à tablier inférieur ainsi qu'une poutre
préfabriquée ouverte. Le pont fut construit en 1907 et mesure 46,9 mètres de long.
Il y a aussi une attraction de bord de route à Florenceville-Bristol: une représentation de l'arche de Noé, situé près de l'église sur le chemin Burnham.